# Sfera di Bonner
Le sfere di Bonner vengono utilizzate per determinare lo spettro energetico di un fascio di neutroni. La metodologia, che è stata descritta nel 1960 da Bramblett, Ewing e Bonner della Rice University, fa uso di rivelatori di neutroni termici inseriti al centro di sfere moderatrici in polietilene di diverse dimensioni. Dal confronto dei neutroni rilevati da ciascuna sfera è possibile la determinazione accurata dell'energia dei neutroni.
A causa della complessità con cui i neutroni interagiscono con l'ambiente, la determinazione precisa dell'energia dei neutroni è piuttosto difficile. La spettroscopia con sfere di Bonner (BSS) è uno dei pochi metodi che forniscono una misura accurata dello spettro energetico dei neutroni.
Una singola sfera di Bonner di dimensioni adeguate può essere utilizzata per determinazioni dosimetriche, impiegando rivelatori di sensibilità approssimata rispetto all'energia dei neutroni che si desidera misurare. Tali sfere di Bonner sono talvolta note come remball.